# 고쓰혼마치역
고쓰혼마치역(일본어: 江津本町駅)은 일본 시마네현 고쓰시에 위치한 서일본 여객철도 산코 선의 철도역이다. 단선 승강장 1면 1선의 구조를 갖춘 지상역이었다.

## 이용 현황
| 승차 인원 추이 | 승차 인원 추이 |
| 연도           | 1일 평균       |
| -------------- | -------------- |
| 1999           | 8              |
| 2000           | 8              |
| 2001           | 7              |
| 2002           | 3              |
| 2003           | 2              |
| 2004           | 2              |
| 2005           | 1              |
| 2006           | 1              |
| 2007           | 0              |
| 2008           | 0              |
| 2009           | 0              |
| 2010           | 0              |
| 2011           | 0              |
| 2012           | 0              |
| 2013           | 0              |

## 역 주변
- 고쓰혼마치 우체국

## 역사
- 1958년 7월 14일 : 인접한 지가네 역과 동시에, 산코키타 선의 이와미코쓰 역 - 가와히라 역 간에 신설.
- 1975년 8월 31일 : 이 역을 포함한 고쓰 역 - 미요시 역 간이 전체 개통했기 때문에 산코키타 선이 현행 산코 선의 일부로 되어, 이 역도 그 소속으로 함.
- 1987년 4월 1일 : 일본국유철도 분할 민영화에 의해, 서일본 여객철도가 승계.
- 2018년 4월 1일 : 산코 선의 폐선에 따라 역의 영업 업무 종료.

## 인접 역
| 서일본 여객철도 산코 선 | 서일본 여객철도 산코 선 | 서일본 여객철도 산코 선 |
| ----------------------- | ----------------------- | ----------------------- |
| 고쓰 고쓰 방면          | ■ 산코 선               | 지가네 미요시 방면      |